# Aeródromo La Colmena
El Aeródromo La Colmena (OACI: SCQC), es un terminal aéreo ubicado junto a la localidad de Quino, Provincia de Malleco, Región de la Araucanía, Chile. Es de propiedad privada.